# Nori Amano
Pour les articles homonymes, voir Amano.
Nori Amano (né le 22 octobre 1924 à Gênes et mort le 28 juin 1990 à Nice) est un coureur cycliste d'origine italienne, naturalisé français en juin 1948,. Il évolue au niveau professionnel entre 1949 et 1951 au sein des équipes Thomann-Dunlop et Alcyon-Dunlop.

## Palmarès
- 1947
  - Tour du lac Léman amateurs
  - Grand Prix de Montrouge
- 1948
  -  Champion de France des sociétés
  - Paris-Beaugency[3]
- 1949
  - Grand Prix de Thizy
- 1950
  - 2e du Circuit de l'Indre
  - 3e du Grand Prix de Niort